# Vladimír Jehlička
Vladimír Jehlička (* 1951) je český matematik, informatik a vysokoškolský učitel, v letech 2005 až 2012 děkan Pedagogické fakulty Univerzity Hradec Králové.
Poprvé byl děkanem zvolen v roce 2005, tehdy ještě na tříleté funkční období. Funkci poté obhájil v únoru 2008 i na další, tentokrát již čtyřleté, funkční období. Ve funkci skončil v červnu 2012, kdy jej nahradil Pavel Vacek. Je autorem několika titulů, jmenovitě např. publikací Vzdělávání seniorů a jeho specifika a dvojdílné publikace Matematika I a II. Jeho habilitační práce z roku 1997 nese titul Simulace řízení patrové rektifikační kolony.
Kromě Univerzity Hradec Králové působil také na Katedře informatiky a matematiky v dopravě na Dopravní fakultě Jana Pernera Univerzity Pardubice.